# Mamadou Lamine Dramé
El Hadj Mamadou Lamine (né entre 1835 et 1840 à Goundiourou, près de Kayes, dans le Khasso) est un marabout et chef militaire sarakolé. Entre 1885 et 1888, il tenta de fonder un État soninké entre le Mali et le Sénégal. Il se heurta à la fois à des rivaux africains — l’État toucouleur dirigé par Ahmadou, fils d’El Hadj Omar, et l’Empire mandingue de Samory Touré — et aux forces coloniales françaises, qui profitaient des divisions africaines pour étendre leur domination de Dakar au fleuve Niger.

## Biographie
Origines et formation religieuse
Issu d’une famille sarakolé, Mamadou Lamine est le fils d’un marabout du nom de Mamadou, qadi et enseignant du Coran dans la région du Khasso.
Vers l’âge de vingt ans, son esprit remuant le pousse à se joindre à une expédition menée par les gens du Kaméra et du Guoye contre le village de Gamou. L’expédition échoue et Mamadou Lamine est fait prisonnier. Relâché, il se rend au Fouta, où il rejoint l’armée d’El Hadj Omar.
Composée en grande partie de jeunes Toucouleurs et Sarakolé, cette armée atteignait jusqu’à 20 000 guerriers. Mamadou Lamine y dirige une unité de cavaliers soninké.
Après plusieurs défaites, il se retire et entreprend un exil religieux de dix ans. Il se rend à La Mecque, puis vit également quelques années à Constantinople.

Retour d’exil et mission religieuse
À son retour au pays, le lieutenant-colonel Frey rapporte :
« Après dix années d’exil, il retourna dans son village. Onze rois, à la cour desquels il fut reçu, cherchèrent à le retenir auprès d’eux à La Mecque. Il refusait toujours, disant qu’Allah lui avait confié un autre devoir à remplir. »
Portraits par les officiers français
Le capitaine Zimmermann écrit :
« Le Marabout Ma Lamine n’est pas un Noir ordinaire, c’est un ambitieux intelligent, devenu rusé et habile, grâce au contact prolongé des chefs religieux qu’il a fréquentés pendant de longues années. »
Le lieutenant-colonel Frey ajoute :
« Dévoré d’une ambition insatiable, très intelligent et très ambitieux, d’un langage meilleur et d’une grande audace dans l’action, il ne dédaigne pas de faire usage, pour frapper les esprits naïfs et crédules, de tours de prestidigitation qu’il a appris dans ses voyages. »
Quant au commandant Brosselard, il écrit :
« Il [Mamadou Lamine] était bien doué pour le rôle qu’il s’était choisi. Il était de haute taille, avait la physionomie d’un homme fait pour commander. Il parlait bien, il était instruit pour un Noir, et s’était montré aussi rusé dans sa propagande qu’audacieux dans l’action. »
Soulèvement contre la colonisation française
Pour les Sarakolé musulmans, les Français étaient plus que des envahisseurs : ils étaient des incroyants (kafir), indignes d’être servis par des musulmans.
En octobre 1886, le secrétaire d’État à la Marine et aux Colonies écrit au gouverneur du Sénégal :
« Si les Sarakolé se soulevaient encore, leur mouvement devrait être rigoureusement réprimé. »
Les États voisins du Bondou, comme le Guidimaka, déjà ruinés par la pénétration coloniale, soutiennent activement la révolte. Ces peuples, soumis aux impôts, aux travaux forcés, et jaloux des succès militaires de Samory et d’Ahmadou, attendaient un chef. Mamadou Lamine apparaît alors comme leur sauveur.

En juin-juillet 1885 il lance une insurrection islamique au Sénégal. La révolte anticoloniale menée par Mamadou Lamine Dramé a lieu dans une période de crise aigüe du colonialisme, dont la logique absurde a des conséquences économique menant à l'appauvrissement des cultivateurs: en deux ans, les achats d’arachides par la France sont presque divisés par trois : 12 000 tonnes en 1883 puis 4 650 tonnes en 1885. Entre janvier 1884 et juin 1886, la baisse de la valeur des produits africains est estimée à 50 %. 
Campagne militaire et tentative d’État
Le 15 février 1886, Mamadou Lamine lance son projet de création d’un État soninké. Il attaque les villages du Bondou et ceux des environs de Bakel.
Le 28 février 1886, il s’impose en maître dans le Bondou. Son armée commence à incendier les villages refusant de se soumettre.
Le lieutenant-colonel Frey écrit alors :
« Jamais au Sénégal un homme, pas même El Hadj Omar, le grand prêcheur de la guerre sainte, n’avait réuni une pareille armée. »
En juillet 1886, Mamadou Lamine s’empare de Sénoudébou, capitale du Bondou.
Les populations du Khasso, du Niataga et du Logo (régions proches de Kayes) lui fournissent des contingents de guerriers, tous sarakolé. De Diaguilé à Diakhalel Kouta — c’est-à-dire dans tout le Guidimaka et le Diafounou — les habitants rallient son mouvement.
Mamadou Lamine Dramé attaque le fort de Bakel le 4 avril 1886, mais est vaincu par le roi Moussa Molo allié aux Français. En décembre 1887, il est vaincu et tué par les Français à la bataille de Toubacouta à la frontière avec la Gambie. À N’Goga-Soukouta à 2 ou 3 km de la Gambie, ils s’arrêtent, mais le village est déjà cerné par les ennemis. Les habitants veulent aller prendre Mamadou Lamine Dramé pour le livrer à Moussa Molo, les Talibés s’interposent. Le chef de village met le feu aux cases… Molo et quelques guerriers du Boundou profitent de la confusion pour rentrer dans l’enceinte, les Talibés se font tous tuer, Mamadou Lamine Dramé résiste tout seul, il est blessé à la jambe par un coup de sabre d’un guerrier de Ousmane Gassi ; mais Molo ne veut pas qu’on l’achève. Le marabout est placé sur une civière, il perd beaucoup de sang, mais le cortège prend la direction de Toubacouta. A Couting, Mamadou Lamine Dramé succombe à ses blessures, la foule s’agglutine et réclame sa dépouille à Molo qui refuse de la leur livrer. Il confie le corps à son griot pour l’amener à Toubakouta où il va lui-même annoncer la nouvelle. Le 12-12, on est toujours en route avec le brancard, mais les porteurs prennent peur devant le corps décomposé du marabout, de concert, ils abandonnent le griot tout seul et s’enfuient dans la brousse… Le griot tranche la tête du marabout qu’il accroche à l’arçon de sa selle et abandonne le corps. Il rentre à Toubacouta le lendemain avec le cheval blanc de Mamadou Lamine Dramé portant ses armes. Ses épouses et les porteurs seront répartis comme d’habitude entre les tirailleurs et les soldats fidèles aux Français. »

Les trois tentatives de soulèvement de Mamadou Lamine Dramé
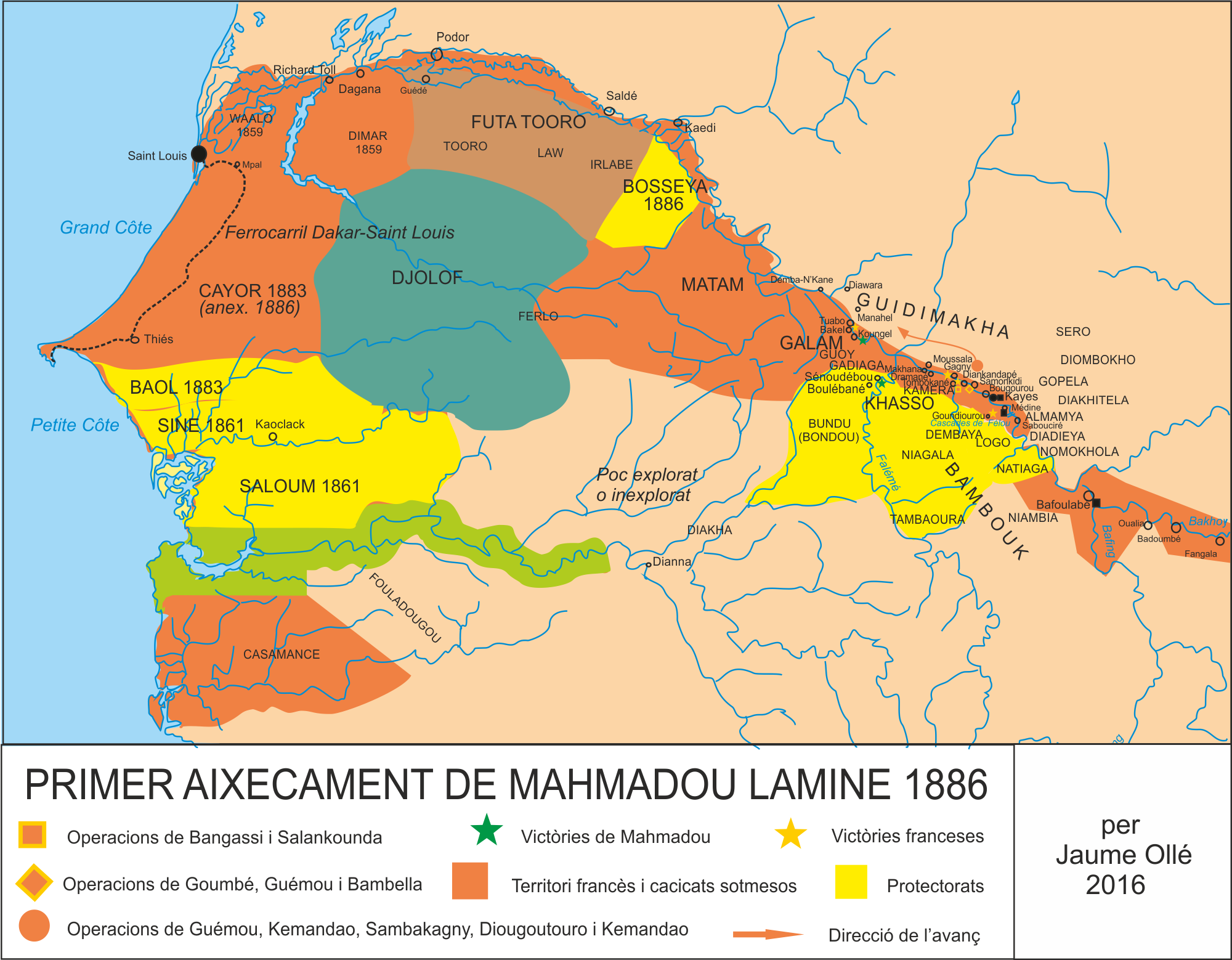
1886
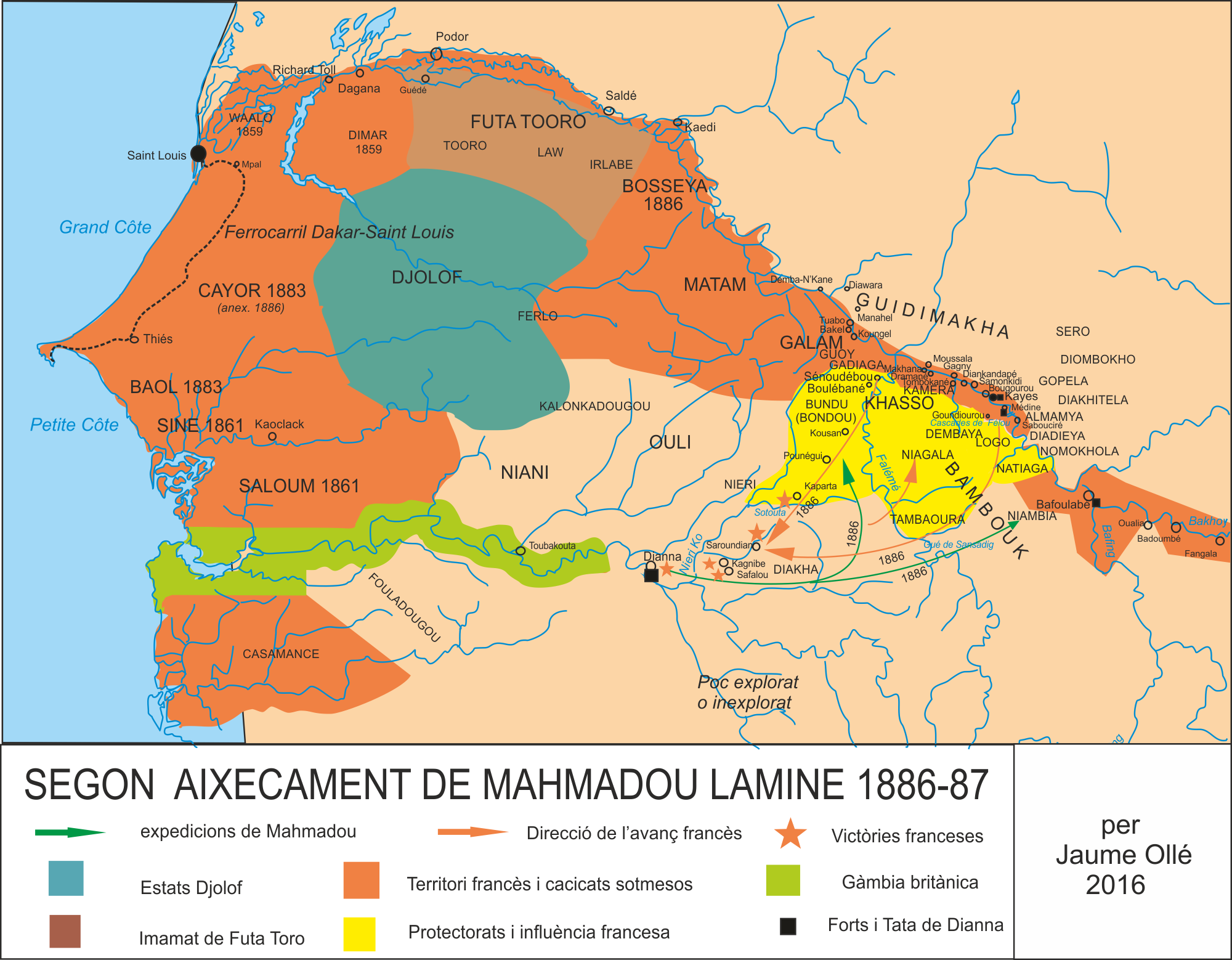
1886-1887
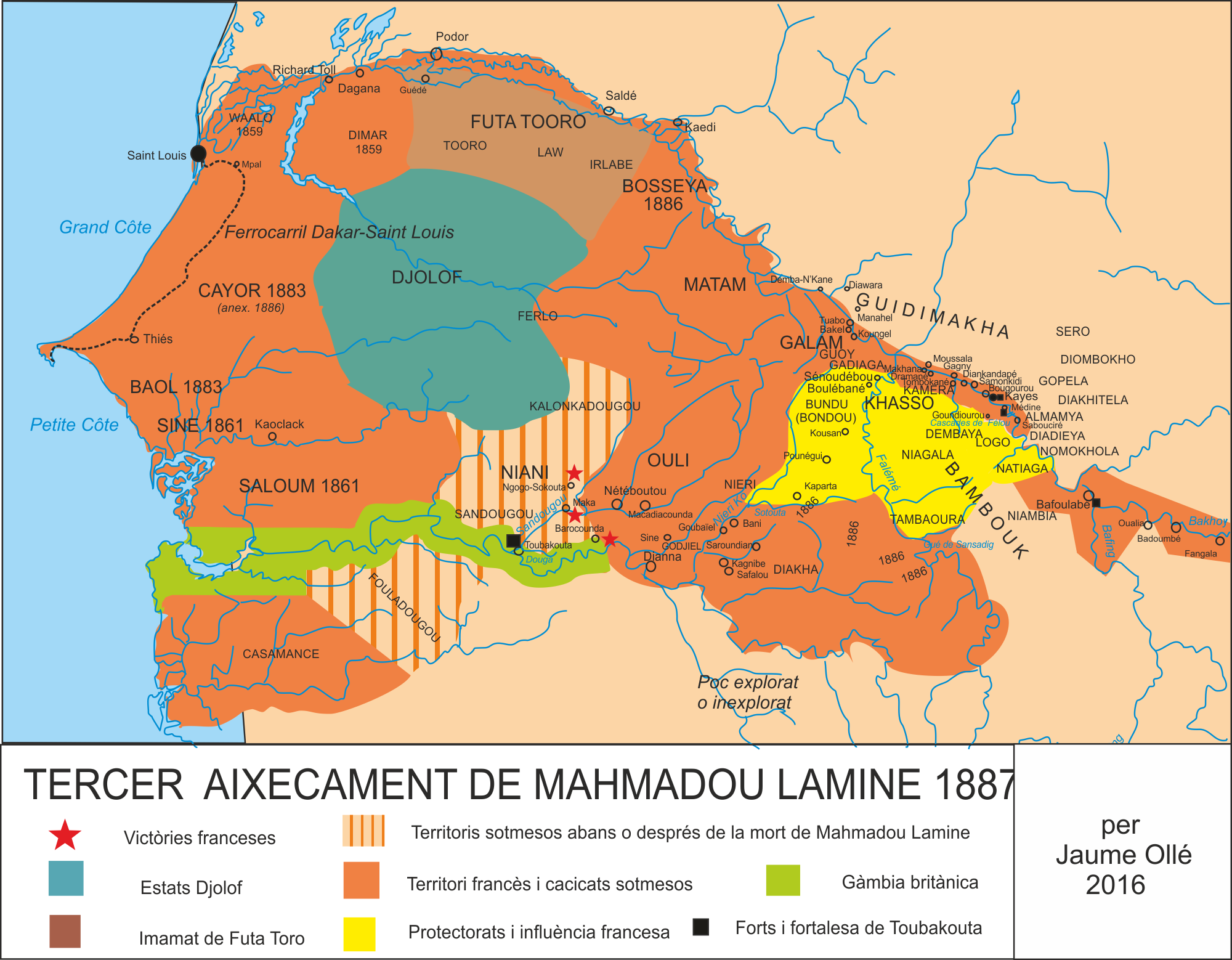
1887